# Episodi di Nuovo Santa Clause cercasi (seconda stagione)
La seconda stagione della serie televisiva Nuovo Santa Clause cercasi (The Santa Clauses), composta da 6 episodi, è stata distribuita in prima visione assoluta negli Stati Uniti d'America sulla piattaforma streaming Disney+ dall'8 novembre al 6 dicembre 2023.
In Italia la stagione è stata distribuita sul servizio di streaming on demand Disney+, in contemporanea con la messa in onda originale.
| nº | Titolo originale                           | Titolo italiano             | Pubblicazione    |
| -- | ------------------------------------------ | --------------------------- | ---------------- |
| 1  | Chapter Seven: The Kribble Krabble Clause  | La clausola Kribble Krabble | 8 novembre 2023  |
| 2  | Chapter Eight: Floofy                      | Floofy                      | 8 novembre 2023  |
| 3  | Chapter Nine: No Magic at the Dinner Table | Niente magie a tavola       | 15 novembre 2023 |
| 4  | Chapter Ten: Miracle on Dead Creek Road    | Miracolo su Dead Creek Road | 22 novembre 2023 |
| 5  | Chapter Eleven: B-E-T-T-Y                  | B-E-T-T-Y                   | 29 novembre 2023 |
| 6  | Chapter Twelve: Wanga Banga Langa!         | Wanga Banga Langa!          | 6 dicembre 2023  |

## La clausola Kribble Krabble
- Titolo originale: Chapter Seven: The Kribble Krabble Clause
- Diretto da: Jason Winer
- Scritto da: Jack Burditt

## Floofy
- Titolo originale: Chapter Eight: Floofy
- Diretto da: Jason Winer
- Scritto da: Jack Burditt

## Niente magie a tavola
- Titolo originale: Chapter Nine: No Magic at the Dinner Table
- Diretto da: Katie Locke O'Brien
- Scritto da: Camille Patrao e Eugene Garcia-Cross

## Miracolo su Dead Creek Road
- Titolo originale: Chapter Ten: Miracle on Dead Creek Road
- Diretto da: Katie Locke O'Brien
- Scritto da: Katy Colloton e Jack Burditt

## B-E-T-T-Y
- Titolo originale: Chapter Eleven: B-E-T-T-Y
- Diretto da: Charles Randolph-Wright
- Scritto da: Emalee Burditt e Hayley Frazie

## Wanga Banga Langa!
- Titolo originale: Chapter Twelve: Wanga Banga Langa!
- Diretto da: Charles Randolph-Wright
- Scritto da: Vali Chandrasekaran